# Breguíno
Breguíno (em latim: Breguinus; em inglês antigo: Bregwine ou Bregwin; ? — agosto de 764) foi um arcebispo medieval da Cantuária. Pouco se sabe sobre suas origens ou suas atividades como arcebispo, embora várias histórias tenham sido contadas sobre suas possíveis origens após a conquista normanda em 1066. Não há registros dele antes de se tornar arcebispo. Ele possivelmente deve sua nomeação de arcebispo ao monarca de Kent. Os registros após sua indicação ao cargo de arcebispo da Cantuária são principalmente sobre disputas por terra, mas é difícil saber exatamente o que houve no seu tempo como arcebispo pela destruição de muitos dos registros contemporâneos. Após sua morte, ele foi considerado santo e uma biografia sobre ele foi escrita no século XII.

## Vida
Várias histórias foram contadas sobre as origens de Breguíno, incluindo que era um nobre e um saxão continental que se converteu ao cristianismo e foi à Cantuária por causa da reputação santa de Teodoro de Tarso. Dizem que sua elevação à arcebispo foi graças ao rei Etelberto II (r. 725–762), mas todas essas histórias se baseiam em obras que foram escritas após a conquista normanda da Inglaterra em 1066. Não há registros contemporâneos de Breguíno antes de se tornar arcebispo. Não parece, no entanto, que tenha vindo da Mércia como seus predecessores Tatuíno e Notelmo.
Qualquer que tenha sido sua educação, foi consagrado como arcebispo em 27 de setembro de 761. Sua eleição ocorreu num breve período em que Kent estava livre do domínio da Mércia entre os anos 756 e 764, então o relato de que deve sua eleição a Etelberto é cronologicamente compatível. Escreveu cartas ao arcebispo Lul de Mogúncia, que ainda existem — numa, discutem uma reunião anterior feita entre si. Outras atividades de Breguíno como arcebispo são registradas em documentos de concessão que sobreviveram ao tempo. Uma destas registra que protestou pela perda de uma igreja em Cookham que fora confiscada pelo rei Cineulfo de Wessex em algum ano depois de 760. Outra escritura sobrevivente de Dunualdo, um tano do rei Etelberto, referente a terras na Cantuária, registra que consentiu com a doação de uma parte das terras. Desafortunadamente, muitos dos primeiros registros da diocese da Cantuária se perderam, o que restringe o conhecimento de suas atividades como arcebispo.
Breguíno morreu em 764 e foi enterrado originalmente no batistério da Cantuária, mas seus restos mortais foram transferidos para o coro da catedral em 1123. Isso aconteceu depois de uma tentativa em 1121 de remover seus restos mortais para outro mosteiro, que falhou. Foram colocados no altar de São Gregório no transepto sul, depois de terem sido brevemente colocados no transepto norte. Breguíno foi posteriormente considerado santo, com seu dia litúrgico sendo no dia 26 de agosto, embora Florência de Worcester, uma escritora do século XII, tenha registrado que sua data de falecimento fora em 24 de agosto. Outras fontes apontam que a data de morte de Breguíno tenha sido em 25 de agosto. Uma biografia deste foi posteriormente escrita por Eadmer de Cantuária no século XII.